# Dervaig
Dervaig är en by i Kilninian and Kilmore, på ön Isle of Mull, Argyll and Bute, Skottland. Byn ligger nästan 9 km från Tobermory. Orten hade 82 invånare år 1961. Från 1966 till 2008 hade den en teater.